# Weißspitze (Venedigergruppe)
Die Weißspitze (früher Klexenkopf genannt) ist ein 3300 m ü. A. hoher Berg in der Venedigergruppe in Osttirol. Umgeben ist sie von den Gletschern Frosnitzkees im Nordosten, Äußeres Mullwitzkees im Nordwesten und das Zettalunitzkees im Westen und im Süden die Reste des Garaneberkees. Das Zettalunitzkees entwässert in das Hinterbichler Dorfertal.
Die erste bekannte touristische Ersteigung gelang am 8. September 1881 den Brüdern Emil und Otto Zsigmondy über das Wallhorntörl und das Garaneberkees von Südwesten zum Gipfel, von dem sie weiter zum Hohen Zaun (3451 m) gingen.
Der heutige Normalweg auf die Spitze mit Gipfelkreuz führt von der südlich gelegenen Eisseehütte ohne Gletscherberührung auf einem markierten Steig vorbei am Wallhorntörl in etwa drei Stunden auf den Gipfel, wobei der Anstieg in der Gipfelflanke sehr steil und ausgesetzt ist (Geröll und Sand, Steinschlaggefahr) und nur Steigspuren aufweist, das letzte Stück führt über Blockgelände. 
Vom nordwestlich gelegenen Defreggerhaus kann der Gipfel als Hochtour auch erreicht werden, zunächst über Steigspuren (Steinmänner) vorbei unterhalb des Mullwitzkees, dann über die Reste des Zettalunitzkees zum Wallhorntörl, wo diese Route in den Steig von der Eisseehütte einmündet. Für diesen etwa drei Stunden dauernden Aufstieg benötigt man Gletscherausrüstung (insbesondere Steigeisen wegen der starken Ausaperung des Gletschers und einen Helm), wobei die Schwierigkeiten in der Wegführung aufgrund des erheblichen Gletscherrückgangs deutlich zugenommen haben, ebenso die Steinschlaggefahr (vor allem im Zustieg zum Wallhorntörl). Statt über das Wallhorntörl kann man vom Defreggerhaus auch über das Frosnitztörl und den Nordgrat (Kletterei bis UIAA II) zum Gipfelkreuz gelangen (Zustieg zum Frosnitztörl ebenfalls stark ausgeapert). Dorthin kann man auch von der Badener Hütte über das Frosnitzkees gelangen (ebenfalls als Hochtour, Gletscherausrüstung erforderlich). 
Die Winterroute von der Eisseehütte verläuft bis auf die Gipfelflanke gänzlich auf abweichender Route. Man steigt mit den Tourenski von der Hütte nach Nordosten in das Hochtal zwischen Seewandspitze und Großem Hexenkopf auf und folgt dem Hochtal östlich Richtung Seekopfscharte, ehe man nördlich teils steil durch ein Kar direkt zum Garaneberkees aufsteigt, über das man nordwestlich aufsteigend querend die bis zu 45 Grad steile Gipfelflanke erreicht, über die man meist nur zu Fuß zum Gipfel gelangen kann (Lawinengefahr beachten, Skidepot am Gletscher). 
Der Gratübergang zur Hohen Achsel, allgemein „Seekopfgrat“ genannt, führt über den Vorderen Seekopf (3282 m ü. A.) und den Hinteren Seekopf (3234 m ü. A.) zur Hohen Achsel (3181 m ü. A.).